# Aeroportul Dabolim
Aeroportul Dabolim (IATA: GOI, ICAO: VOGO) este un aeroport din Dabolim⁠(d), South Goa District⁠(d), Goa, India ce deservește zona Goa. Aeroportul a fost tranzitat în decembrie 2022 de 881.843 de pasageri.
Situat la o altitudine de 56 m, aeroportul dispune de 1 pistă. Este operat de Airports Authority of India⁠(d).

## Infrastructură

### Piste
Aeroportul dispune de o singură pistă. Pista are orientarea 08/26.